# Café Elektric
Café Elektric è un film muto del 1927 diretto da Gustav Ucicky e interpretato da Marlene Dietrich e Willi Forst.
La versione disponibile, restaurata dalla cineteca austriaca, è mancante dell'ultimo rullo.

## Trama
Una ballerina si innamora di un ladruncolo. Ma l'uomo si rivelerà diverso da come lei lo immagina, infatti pensa troppo al suo lavoro, mentre lei vorrebbe stare di più con lui e così ne nasce una catena di litigi e perdoni.

## Produzione
Il film fu prodotto da Alexander Graf Kolowrat per la Sascha Film-Industrie AG (Wien).

## Distribuzione
Distribuito dalla Süd-Film, il film uscì nelle sale cinematografiche austriache il 25 novembre 1927 e in Germania, presentato a Berlino all'Emelka-Palast, il 22 marzo 1928. Internazionalmente, è conosciuto anche con il titolo Cafe Electric.